# Katalizator Wilkinsona
Katalizator Wilkinsona – związek kompleksowy rodu(I) wykorzystywany jako katalizator homogeniczny (rozpuszczalny w środowisku reakcji) w syntezie organicznej. Najczęściej stosowany jako przenośnik wodoru w reakcjach uwodorniania alkenów. Nazwany na cześć Sir Geoffreya Wilkinsona, który spopularyzował jego użycie.

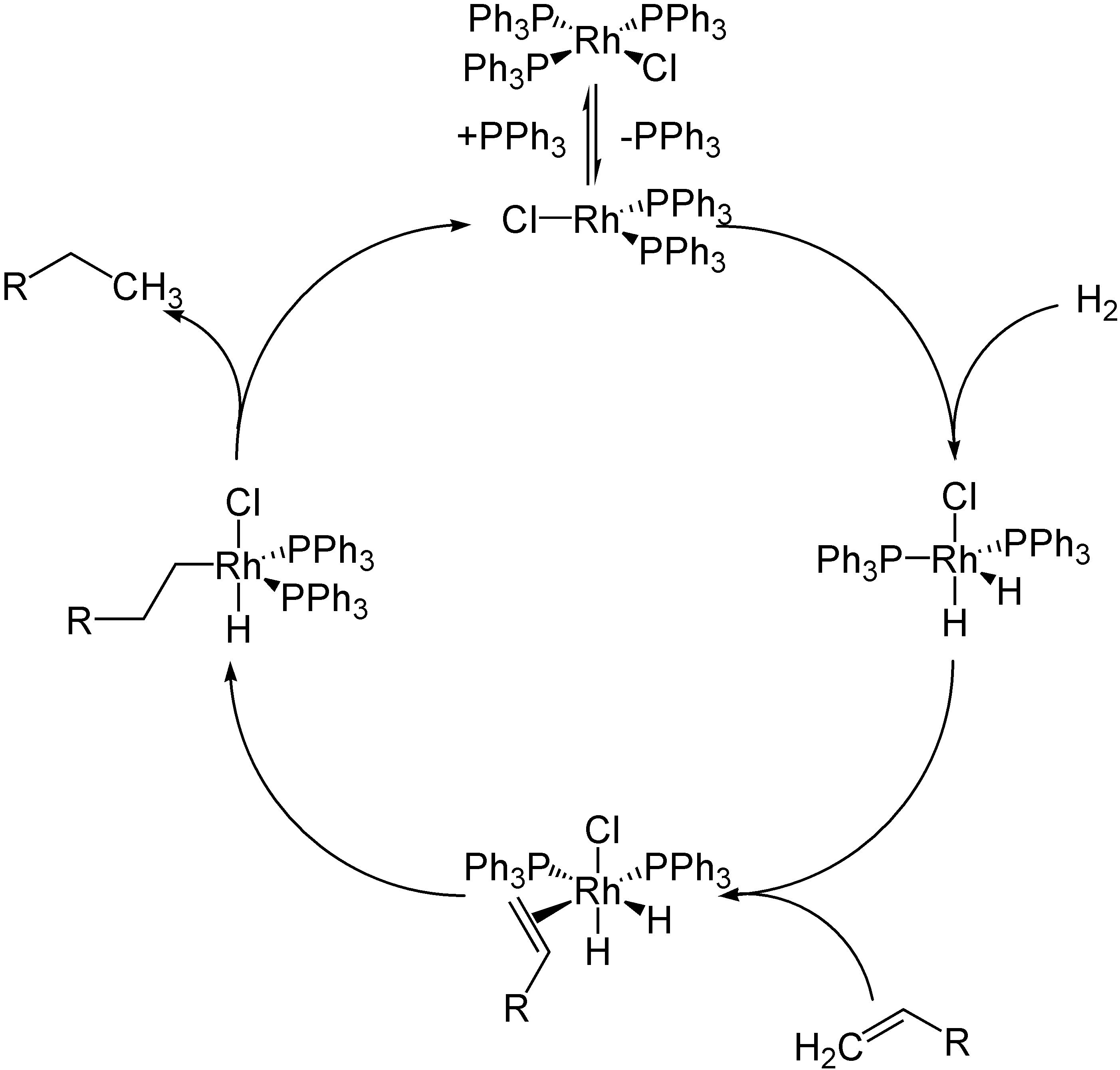
Cykl katalityczny uwodorniania alkenu z użyciem katalizatora Wilkinsona